# The King's College

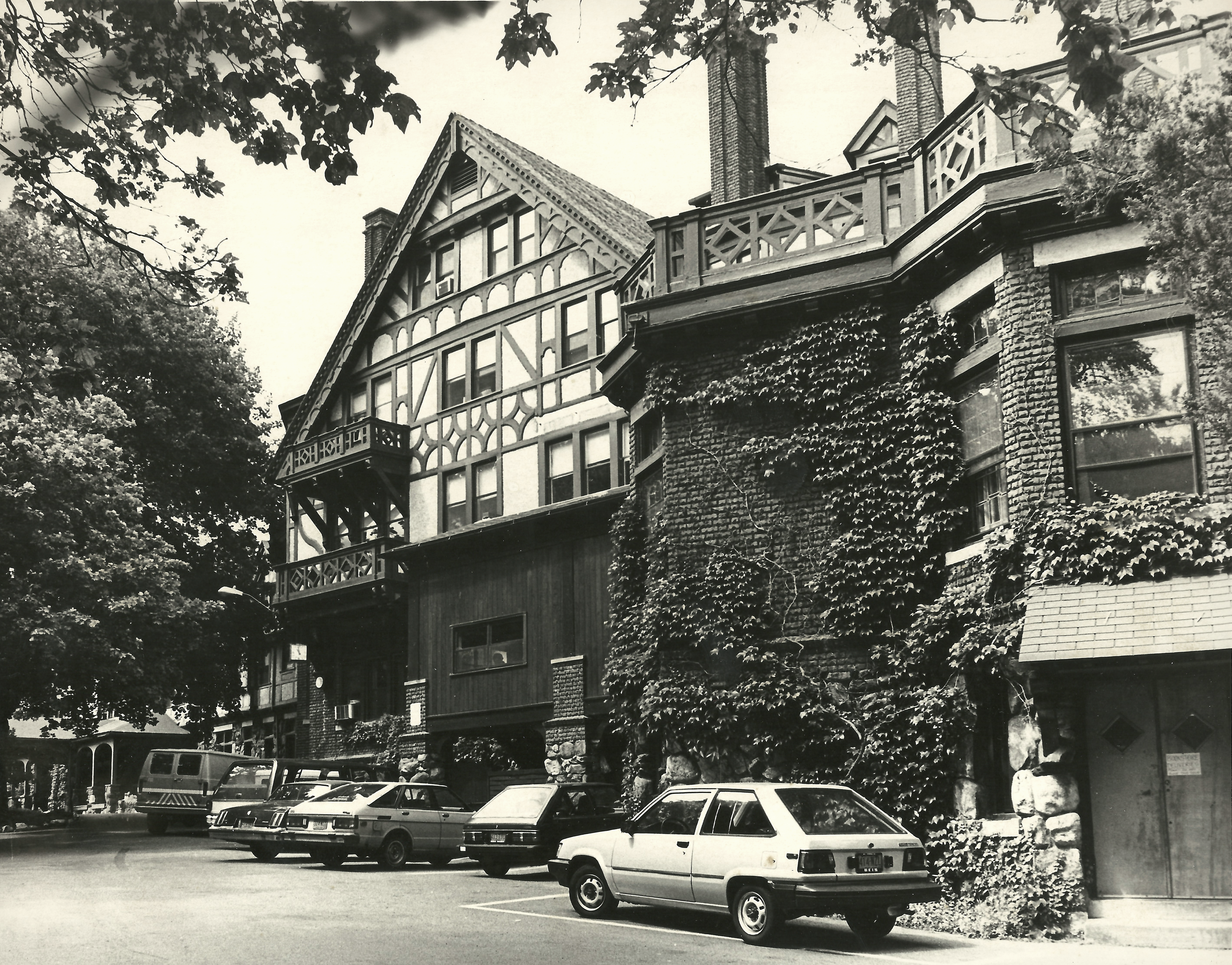
Le king's College a longtemps eu ses locaux à Briarcliff Manor, dont le Briarcliff Lodge (ici dans les années 1970) était un des sites principaux

Le King's College est un établissement privé d'enseignement supérieur de New York, fondé en 1938 par Percy Crawford dans la ville de Belmar dans le New Jersey. L'école a fermé ses portes en 1994 avant de reprendre ses activités en 1999, après avoir acquis des locaux dans l'Empire State Building. Le college propose un cursus fondé sur un tronc commun d'enseignement, qui met en avant la littérature, l'histoire, la théologie, la philosophie, l'économie et la théorie politique. Le King's College délivre ainsi des Bachelor's Degree en gestion, philosophie et économie. 